# Becel

Becel-Markenlogo

Becel ist eine Marke für verschiedene Lebensmittelprodukte des Unternehmens Upfield. Die Bezeichnung Becel leitet sich von der Buchstabenfolge BCL ab, die für „Blood Cholesterol Lowering“ (blutcholesterinsenkend) steht.
Am 15. Dezember 2017 gab Unilever den Verkauf seiner Brotaufstrich-Sparte an den Finanzinvestor KKR bekannt. Seither sind deren Marken, zu denen beispielsweise auch Rama und Lätta zählen, in der Upfield Holding zusammengefasst.

## Becel
Zur Produktreihe Becel gehören Streichfette und -würste sowie Kochfette und -öle, die mehrfach ungesättigte Omega-3- sowie Omega-6-Fettsäuren enthalten. Diesen Fettsäuren wird eine günstige Wirkung auf Blutfette und den Cholesterinspiegel zugeschrieben, wodurch das Risiko für das Auftreten von Arterienverkalkung (Atherosklerose) und Herzinfarkten gesenkt werden soll.

## Becel pro.activ
Die Produktreihe Becel pro.activ umfasst verschiedene Lebensmittel, die mit Pflanzesterinen (als Sterinester) angereichert sind. Pflanzensterine (auch Pflanzensterole genannt) sollen senkend auf den Cholesterinspiegel wirken. Becel pro.activ gehört zur Kategorie des sogenannten Functional Food und wird dementsprechend vom Hersteller mit gesundheitsfördernden Eigenschaften beworben. Die im Jahr 2000 eingeführte Becel pro.activ Halbfettmargarine musste wegen der in normaler Margarine unüblichen Zusätze als Novel Food für den Markt in der EU zugelassen werden. Inzwischen wurde die Marke Becel pro.activ um fettarme Milch und Joghurtgetränke erweitert. Der Hersteller empfiehlt die tägliche Aufnahme von 20 bis 25 Gramm der Margarine, mittlerweile aber auch den zusätzlichen Verzehr der entsprechenden anderen Produkte, um das Risiko für einen Herzinfarkt und Arterienverkalkung zu senken.
Unilever hatte für Becel pro.activ offensiv mit Aussagen zur cholesterinsenkenden und gesundheitsfördernden Wirkung des Produkts geworben.

## Kritik

### Sicherheit
Stiftung Warentest kritisierte bereits 2002, dass die medizinische Wirkung von Becel pro.activ intensiv beworben werde und es sich de facto um ein Arzneimittel handele, ohne dass auf den Packungen unerwünschte Nebenwirkungen genannt werden müssen, wie das bei echten Arzneimitteln auf dem Beipackzettel der Fall sei. In der Bewertung heißt es zu Becel pro.activ: „Während bei Medikamenten Nebenwirkungen und Gegenanzeigen auf dem Beipackzettel detailliert angegeben werden müssen, existiert für die Novel-Food-Margarine keine entsprechende Aufklärungspflicht. So steht auf der Verpackung nur allgemein, dass ein Verzehr für Schwangere, Stillende und Kleinkinder unter 5 Jahren ‚unter Umständen nicht zweckmäßig‘ sei. Unverbindlich ist der Rat, dass Konsumenten cholesterinsenkender Medikamente den Verzehr von Becel pro-activ mit ihrem Arzt besprechen sollten. Diese Hinweise klingen harmlos. Die Einschätzung des  Bundesinstituts für gesundheitlichen Verbraucherschutz und Veterinärmedizin ist dagegen kritisch. Es hatte sich gegen eine Zulassung als funktionelles Lebensmittel ausgesprochen, weil einige Studien Nebenwirkungen dokumentierten: Beeinflussung der Darmflora, Wirkungen auf Sexualhormone, Magen-Darm-Probleme, Kopfschmerzen.“
Das Nachfolgeinstitut des ehemaligen Bundesinstituts für gesundheitlichen Verbraucherschutz und Veterinärmedizin, das Bundesinstitut für Risikobewertung (BfR), beurteilte 2008 die aktuelle Datenlage zur Sicherheit von mit Pflanzensterinen angereicherten Lebensmitteln, und kam zum Ergebnis, dass es zwar grundsätzlich keine neuen Risiken gebe, jedoch zum ersten Mal in tierexperimentellen Untersuchungen innerhalb einiger Wochen nach Verzehr großer Mengen an Pflanzensterinen Anzeichen von Gefäßschäden festgestellt wurden. Es empfahl in seiner Stellungnahme „[...] über Management-Maßnahmen sicherzustellen, dass Lebensmittel mit Phytosterinzusatz nur von Personen verzehrt werden, die nachweislich einen erhöhten Cholesterinspiegel haben. Das BfR rät, keine weiteren Lebensmitteltypen mit Phytosterinzusatz zuzulassen.“ Ebenso veröffentlichte das Europäische Parlament 2013 eine Verordnung, unter welcher dieser Zusatzstoff deutlich zu kennzeichnen sei.
Die Verbraucherorganisation Foodwatch strengte 2012 eine Unterlassungsklage an, um Unilever die Verbreitung der Aussage zu untersagen, dass es zum Verzehr von mit Pflanzensterinen angereicherten Lebensmitteln aus wissenschaftlicher Sicht keine Hinweise auf Nebenwirkungen gebe.  Die Klage wurde am 14. Dezember 2012 abgewiesen, was vom Oberlandesgericht Hamburg in zweiter Instanz bestätigt wurde. Nach der Urteilsverkündigung am 1. September 2016 kam es vor dem Gerichtssaal zum Streit zwischen Vertretern von Foodwatch und Unilever. Eine Revision wurde vom BGH ohne Begründung abgewiesen, der Aufforderung an die EU-Kommission, Becel pro.activ die Zulassung als Lebensmittel zu entziehen, ist Stand 2023 noch nicht erfolgt.

### Wirksamkeit
Kritik gibt es auch von Ernährungswissenschaftlern und Medizinern im Hinblick auf die Darstellung der angeblichen gesundheitlichen Risiken auf Grund erhöhter Cholesterinwerte. Die Kritik bezog sich z. B. auf den von Unilever entwickelte Herzalter-Test, bei dem die Risikofaktoren gemäß dem Framingham-Risk-Score zueinander in Beziehung gesetzt werden. Weiterhin wurde der versprochene Nutzen einer Senkung des Cholesterinspiegels kritisiert. Der Mediziner Peter Sawicki, damaliger Leiter des Instituts für Qualität und Wirtschaftlichkeit im Gesundheitswesen, der 14 Metastudien zu Cholesterin und Herzinfarkt überprüft, sagte in einem Interview zur Becel-Werbung: „Der Effekt der Cholesterinsenkung ist so gut untersucht wie kaum etwas in der Medizin. Man kann sagen, dass gesunde Menschen bezüglich einer Lebensverlängerung nicht davon profitieren.“ Dies gelte nur für Menschen, die bereits einen Herzinfarkt hatten oder unter einer Erkrankung der Herzkranzgefäße leiden.

## Health Claim
Im Oktober 2009 hat die Europäische Kommission die folgende gesundheitsbezogene Angabe (health claim) für Phytosterine genehmigt und in das EU-Gemeinschaftsregister eingetragen: „Pflanzensterole senken/reduzieren nachweislich den Cholesterinspiegel. Ein hoher Cholesterinwert gehört zu den Risikofaktoren der koronaren Herzerkrankung.“ Vorangegangen war eine positive Bewertung der europäischen Behörde für Lebensmittelsicherheit (EFSA). Die Behörde empfiehlt, den täglichen Verzehr von Pflanzensterolen und -stanolen auf drei Gramm zu begrenzen. Das Bundesinstitut für Risikobewertung empfahl im Dezember 2011, die EFSA mit einer Neubewertung der Phytosterole als Lebensmittelzutaten zu beauftragen und bekräftigte seine Empfehlung von 2008, durch geeignete Maßnahmen sicherzustellen, dass der Verzehr phytosterolangereicherter Lebensmittel auf Menschen mit erhöhtem Cholesterinspiegel begrenzt werde. Gesunde Personen, insbesondere Kinder, sollten nicht regelmäßig solche Lebensmittel verzehren.